# Saint-Jouin-de-Marnes
Pour les articles homonymes, voir Saint-Jouin (homonymie).
Saint-Jouin-de-Marnes est une ancienne commune du Centre-Ouest de la France située dans le département des Deux-Sèvres, en région Nouvelle-Aquitaine.

## Géographie
La commune de Saint-Jouin-de-Marnes, limitrophe du département de la Vienne (commune de Moncontour), est située au nord-est du département des Deux-Sèvres.

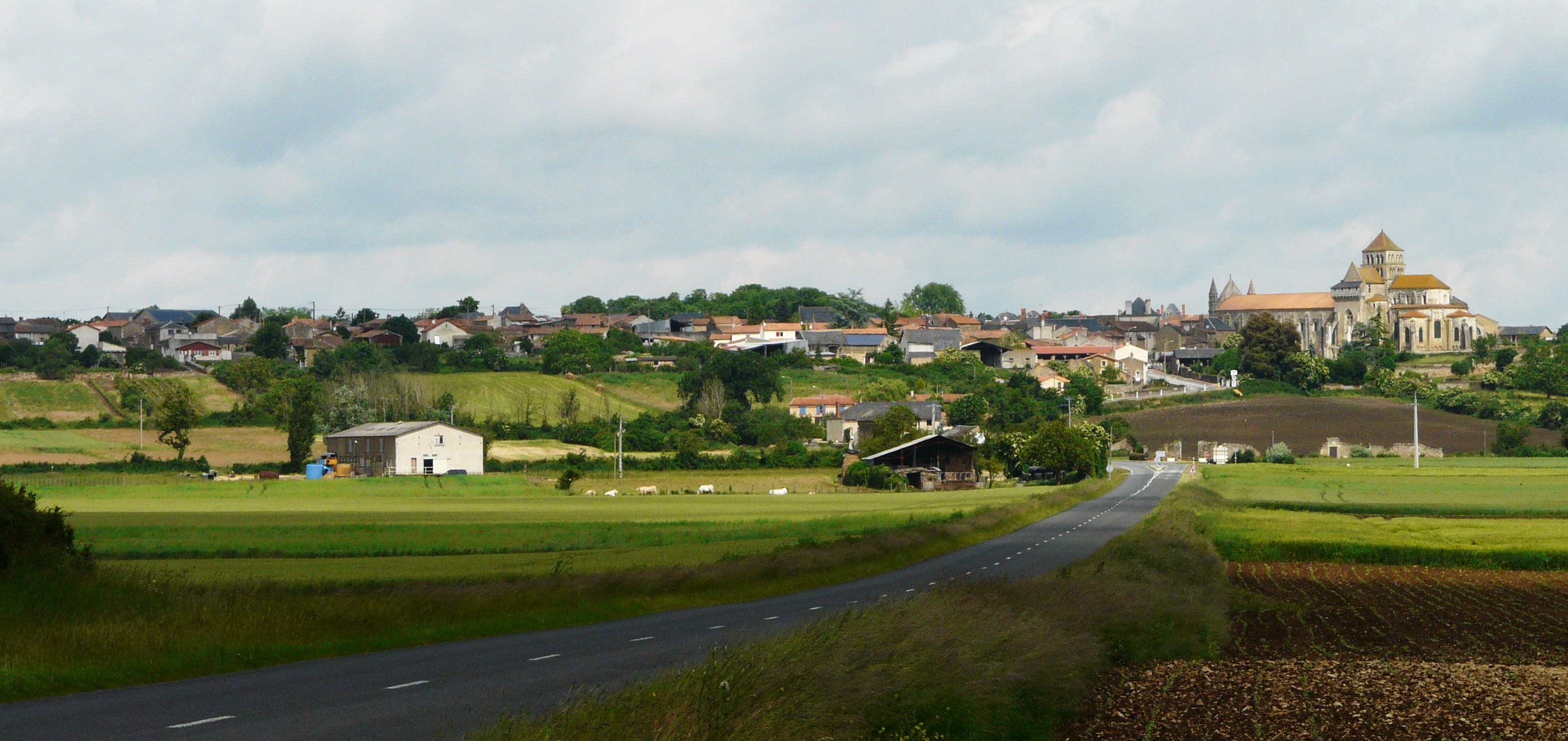
Vue générale de Saint-Jouin-de-Marnes

En distances orthodromiques, le bourg de Saint-Jouin-de-Marnes est implanté à neuf kilomètres au nord-est d'Airvault et à seize kilomètres au sud-est de Thouars, à l'intersection des routes départementales 37, 46, 64 et 147.

## Histoire
L'ancien nom de Saint-Jouin-de-Marnes est Ension, dont l'orthographe peut être aussi Ansion, Hension, Enixio, Ansio, Enessio. Son nom apparaît dans une charte de 976 lorsque Geoffroy Ier d'Anjou lui restitue l'église Saint-Jouin du Lude.
En 1179, une liste de possessions confirmées par le pape Alexandre III dans une bulle pontificale est adressée à destination de l'abbaye Saint-Jouin de Marnes, du diocèse de Poitiers. Parmi celles-ci, apparaissent les noms des églises de Saint-André-sur-Sèvre « ecclesiam Sancte Andree super separim » et de Saint-Mesmin-le-Vieux « ecclesiam Sancti Maximini veteris ».
Saint Jouin des Marnes ou Saint Jouin les Marnes devient Saint Jouin de Marnes le 1er janvier 1855. 
Le 1er janvier 2019, elle fusionne avec Brie, Oiron et Taizé-Maulais pour constituer la commune nouvelle de Plaine-et-Vallées.

## Politique et administration
| Période      | Période   | Identité        | Étiquette | Qualité     |
| ------------ | --------- | --------------- | --------- | ----------- |
| janvier 2019 | juin 2020 | Michel Clairand |           |             |
| juin 2020    |           | Vincent Bigot   | -         | Agriculteur |

| Période                                  | Période       | Identité           | Étiquette | Qualité |
| ---------------------------------------- | ------------- | ------------------ | --------- | ------- |
| Les données manquantes sont à compléter. |               |                    |           |         |
|                                          |               |                    |           |         |
| avant 1981                               | ?             | Bernard Froger     |           |         |
| septembre 2000                           | mars 2008     | Bernard Padiolleau |           |         |
| mars 2008                                | décembre 2018 | Michel Clairand    | -         | -       |

## Démographie
L'évolution du nombre d'habitants est connue à travers les recensements de la population effectués dans la commune depuis 1793. Pour les communes de moins de 10 000 habitants, une enquête de recensement portant sur toute la population est réalisée tous les cinq ans, les populations de référence des années intermédiaires étant quant à elles estimées par interpolation ou extrapolation. Pour la commune, le premier recensement exhaustif entrant dans le cadre du nouveau dispositif a été réalisé en 2005.

En 2016, la commune comptait 569 habitants, en évolution de −2,74 % par rapport à 2010 (Deux-Sèvres : +0,18 %, France hors Mayotte : +2,11 %).
| 1793  | 1800  | 1806  | 1821  | 1831  | 1836  | 1841  | 1846  | 1851  |
| ----- | ----- | ----- | ----- | ----- | ----- | ----- | ----- | ----- |
| 1 330 | 1 187 | 1 195 | 1 177 | 1 268 | 1 234 | 1 238 | 1 266 | 1 257 |

| 1856  | 1861  | 1866  | 1872  | 1876  | 1881  | 1886  | 1891  | 1896  |
| ----- | ----- | ----- | ----- | ----- | ----- | ----- | ----- | ----- |
| 1 277 | 1 254 | 1 247 | 1 171 | 1 188 | 1 270 | 1 225 | 1 184 | 1 115 |

| 1901  | 1906  | 1911  | 1921 | 1926 | 1931 | 1936 | 1946 | 1954 |
| ----- | ----- | ----- | ---- | ---- | ---- | ---- | ---- | ---- |
| 1 075 | 1 055 | 1 063 | 932  | 882  | 924  | 937  | 919  | 957  |

| 1962 | 1968 | 1975 | 1982 | 1990 | 1999 | 2005 | 2006 | 2010 |
| ---- | ---- | ---- | ---- | ---- | ---- | ---- | ---- | ---- |
| 873  | 769  | 747  | 698  | 658  | 562  | 604  | 603  | 585  |

| 2015 | 2016 | - | - | - | - | - | - | - |
| ---- | ---- | - | - | - | - | - | - | - |
| 575  | 569  | - | - | - | - | - | - | - |

## Culture locale et patrimoine

### Lieux et monuments

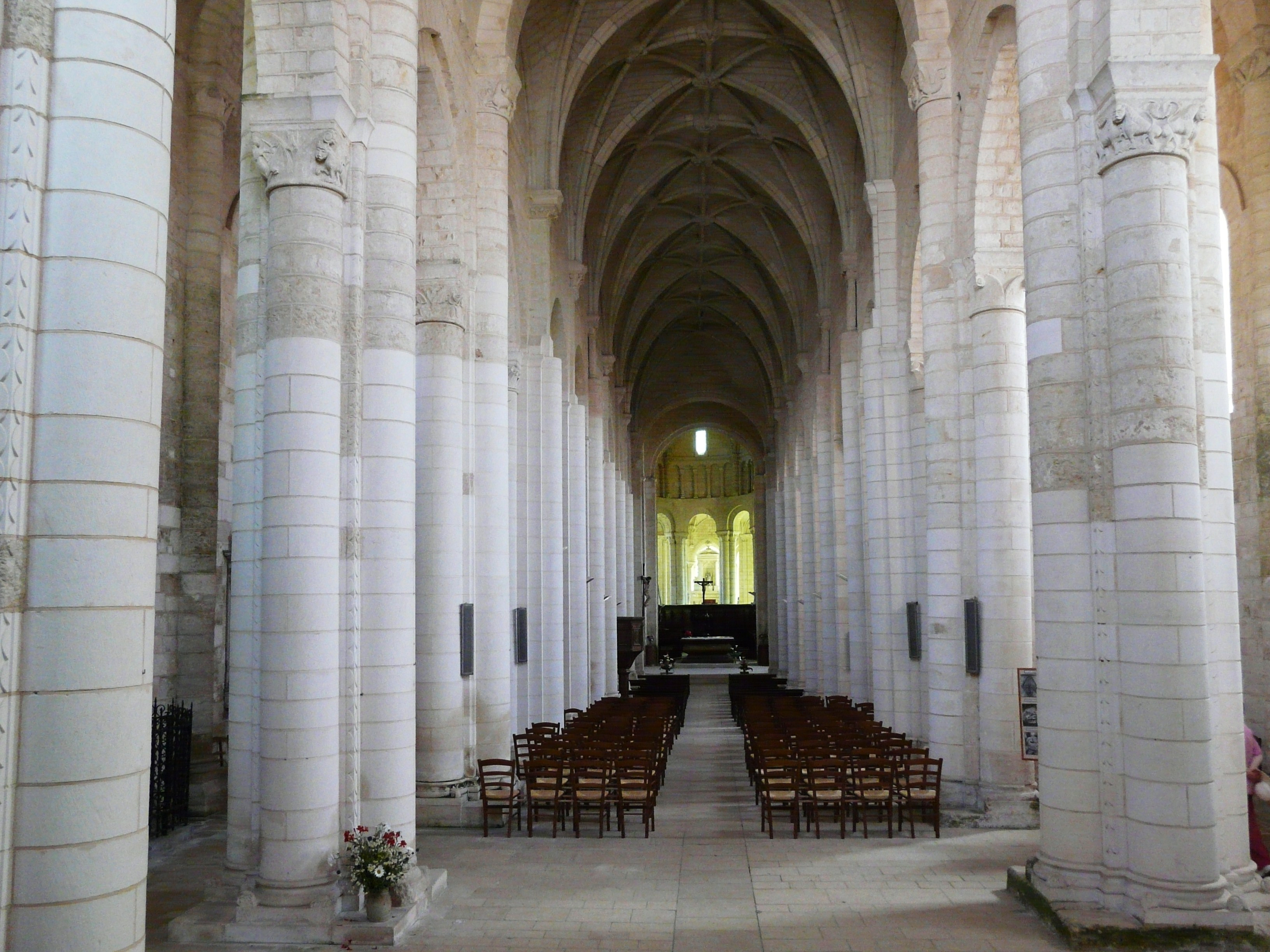
La nef de l'église abbatiale.

- L'église abbatiale Saint-Jouin, classée monument historique depuis 1862[9].

### Personnalités liées à la commune
- Généroux (VIe siècle), romain d'origine, moine puis abbé à Saint-Jouin-de-Marnes ; saint chrétien fêté le 16 juillet en Occident et le 10 juillet en Orient.
- Aimery V, vicomte de Thouars fils de Geoffroy III, vicomte de Thouars et de Aurengarde de Mauléon, époux de Agnès Maude de Poitiers d'Aquitaine, y mourut en 1127